# Tattari (ö i Finland, Norra Savolax, Inre Savolax)
Tattari är en ö i Finland. Den ligger i sjön Ahveninen och i kommunen Tervo i den ekonomiska regionen  Inre Savolax ekonomiska region  och landskapet Norra Savolax, i den centrala delen av landet, 300 km norr om huvudstaden Helsingfors. Öns area är 0,2 hektar och dess största längd är 90 meter i sydväst-nordöstlig riktning.